# Roman Hellmann
Roman Hellmann (* 3. Jänner 1921 in Schwarzach im Pongau; † 12. Mai 2012 in Wien) war ein österreichischer Designer. Bekannt ist er für die Designs von Banknoten.

## Leben und Wirken
Roman Hellmann studierte von 1938 bis 1948, mit kriegsbedingter Unterbrechung, an der Wiener Kunstakademie und war ab 1948 als freischaffender Grafiker und Designer tätig. 1950 nahm er erfolgreich an Designwettbewerben teil. 1952 wurde er hauseigener Gestalter der Oesterreichischen Nationalbank (OeNB).
Alle früheren österreichischen Schillinggeldscheine zwischen 1956 und 1972 gingen auf seine Entwürfe zurück. Hellmann ging 1978 in Pension, jedoch bestimmte er zuvor noch Robert Kalina als seinen Nachfolger bei der OeNB.  Er wurde am Neustifter Friedhof bestattet.

## Werke
- 20 Schilling Auer von Welsbach, 1956
- 20 Schilling Carl Ritter von Ghega, 1968
- 50 Schilling Richard Wettstein, 1963
- 50 Schilling Ferdinand Raimund, 1972
- 100 Schilling Johann Strauss, 1961
- 100 Schilling Angelika Kaufmann, 1970
- 500 Schilling Josef Ressel, 1966
- 1000 Schilling Anton Bruckner, 1956
- 1000 Schilling Viktor Kaplan, 1962
- 1000 Schilling Bertha von Suttner, 1970
- einige Banknoten für Belgisch-Kongo, Mexiko und Kolumbien
- Briefmarke 150 Jahre OeNB, 1966
- einige Aktien, Plakate und Embleme

## Auszeichnungen
- Berufstitel Professor (1974)
- Österreichisches Ehrenkreuz für Wissenschaft und Kunst I. Klasse (2002)